# Europa Universalis
Europa Universalis – komputerowa strategiczna gra czasu rzeczywistego osadzona w realiach epoki nowożytnej, wyprodukowana przez szwedzkie studio Paradox Entertainment i wydana na świecie przez Strategy First. Światowa premiera gry odbyła się 22 lutego 2001 roku. W 2002 roku została wydana jej kontynuacja, Europa Universalis II, w 2007 – Europa Universalis III, a w 2013 – Europa Universalis IV.
W Europie Universalis gracz kieruje jednym z kilku państw europejskich. Jego zadaniem jest doprowadzenie własnego kraju do potęgi gospodarczej i militarnej, co osiągalne jest poprzez prowadzenie wojen, dyplomację, kolonizację oraz handel. Inspiracją dla twórców była gra planszowa o tym samym tytule.
Europa Universalis spotkała się głównie z pozytywnym odbiorem recenzentów, uzyskując średnią ocen 86% według agregatora Metacritic. Redaktorzy zwracali uwagę na nowatorstwo gry, która oferowała niespotykane wcześniej w gatunku możliwości zarządzania imperium. Krytykowano natomiast nieprzyjazne wprowadzenie gracza w tajniki rozgrywki oraz stronę techniczną gry.

## Rozgrywka
Akcja Europy Universalis jest osadzona w epoce nowożytnej, a okres gry obejmuje lata od 1492 do 1792. Możliwy jest wybór jednego z jedenastu scenariuszy, pozwalających na rozpoczęcie rozgrywki od wybranego okresu.
Gracz rozpoczyna rozgrywkę na dwuwymiarowej mapie, która podzielona jest na prowincje i strefy morskie. Część przedstawionego świata jest niewidoczna dla gracza (terra incognita) – można jednak odkrywać poszczególne prowincje.
Gracz kieruje jednym z ośmiu mocarstw europejskich dostępnych w danym scenariuszu, a reprezentuje poszczególnych władców historycznych. Zmieniają się oni wraz z upływem czasu według realiów historycznych i mają zróżnicowane umiejętności, które przekładają się na rozwój kraju. Przykładowo Jan III Sobieski ma w grze wysokie umiejętności wojskowe, a Sulejman Wspaniały jest postacią o wysokich zdolnościach administracyjnych. W grze występuje szereg wydarzeń historycznych takich jak reformacja, podpisanie traktatu z Tordesillas czy powstanie w Niderlandach, które mają znaczący wpływ na przebieg gry.
Gracz może dbać o rozwój technologiczny we własnym państwie poprzez przeznaczanie części budżetu na badania. Postęp technologiczny jest liniowy i polega na osiąganiu coraz wyższych poziomów technologii w czterech dziedzinach: armii, flocie, infrastrukturze i handlu. Wraz z postępującym rozwojem gracz zyskuje nowe możliwości, na przykład ulepszone jednostki. Możliwe jest również zwiększenie wydatków na utrzymanie stabilności w państwie lub zaniechanie wszelkich dotacji na rzecz zwiększenia zasobności skarbca państwowego kosztem rosnącej inflacji.
Problem w rozwoju wewnętrznym mogą stanowić bunty ludności. Rebelie mają miejsce w przypadku różnic między religią państwową a wyznawaną w danej prowincji (w grze istnieje kilka różnych wyznań i religii), opodatkowania ludności poprzez ustanowienie urzędu poborcy podatkowego lub w wyniku aktywowanych przez grę wydarzeń. Buntownicy mogą nawet odłączyć się od państwa i ogłosić niepodległość. Dlatego też w grze ważną rolę odgrywa system stabilności, który warunkuje ryzyko buntu w prowincjach, a także szybkość rozwoju miast i wysokość pobieranych podatków.
Szczególnym elementem gry jest kolonizacja niezasiedlonych terytoriów. Gracz przy użyciu konkwistadorów (w przypadku sił lądowych) oraz odkrywców (dla sił morskich) ma możliwość odkrywania nowych prowincji, a dzięki osadnikom może zasiedlać wybrane terytorium.

### Ekonomia
Istotną rolę w grze odgrywa ekonomia, opierająca się głównie na podatkach, produkcji towarów oraz handlu. Dochody z podatków oraz produkcji pochodzą z każdej należącej do państwa prowincji i uzależnione są m.in. od liczby mieszkańców czy stabilności kraju. W przypadku produkcji ważny jest również rodzaj produkowanego towaru (przypisany jest on z góry do każdej prowincji i nie podlega zmianom). Zyski mogą być dodatkowo zwiększone poprzez budowę określonych obiektów, np. biura poborcy podatkowego czy manufaktur.
Handel w grze odbywa się za pośrednictwem tzw. centrów handlu, które rozmieszczone są w wybranych prowincjach. Wszystkie inne prowincje przypisane są do jednego z nich na podstawie określonych kryteriów (m.in. odległości), zwiększając ogólną wartość obrotów w danym centrum o wartość produkowanych w prowincji dóbr. Poszczególne państwa rywalizują ze sobą, wysyłając do centrów handlu kupców, dążąc do monopolizacji. Od liczby i przynależności państwowej kupców w danym centrum zależy podział zysków z handlu pomiędzy państwami.

### Wojna
Szczególne zasady gry dotyczą wojen oraz bitew. Gracz może dowodzić jednostkami armii (podzielonymi na piechotę, kawalerię i artylerię) oraz jednostkami floty (czyli okrętami wojennymi, galerami i statkami transportowymi). Do tych rodzajów wojska mogą dołączyć specjalni dowódcy – generałowie i admirałowie, którzy znacząco podnoszą wartość bojową kierowanych jednostek. Bitwa w grze polega na tym, że dwie wrogie siły walczą ze sobą do czasu upadku morale jednej ze stron. Wynik starcia zależy od technologii walczących stron, morale oraz liczebności obu sił. Liczebność armii oraz floty spada nie tylko w wyniku działań wojennych, ale też podczas długich wypraw.
Wypowiedzenie wojny innemu państwu może wiązać się ze spadkiem poziomu stabilności. Spadek ten zostaje zmniejszony, gdy gracz ma casus belli wobec wrogiego państwa, na przykład z powodu nałożonego embarga handlowego lub odmowy uczestnictwa w wojnie.
Gra charakteryzuje się tym, że zajęcie danej prowincji nie oznacza od razu objęcia jej w posiadanie. By do tego doszło, muszą nastąpić rokowania pokojowe. Najczęściej polegają one na żądaniu kontrybucji lub przejęciu określonych prowincji. Na korzyść lub niekorzyść gracza w rokowaniach wpływają zajęte prowincje oraz wyniki starć. Przez określony czas po zawarciu pokoju nie można wypowiedzieć wojny, bo wiąże się to ze znacznym spadkiem stabilności. Strona, która zażądała korzyści terytorialnych lub nawet anektowała małe państwo, otrzymuje punkty złej reputacji, które wpływają na relacje z innymi krajami. Wojownicza polityka wobec innych państw skutkuje odwetową agresją.

### Dyplomacja
Podczas gry gracz może wchodzić w interakcje z komputerowymi monarchami, zawierając sojusze, wypowiadając wojny, zawierając pokój itp. Relacje między stronami rozmów są umownie oznaczone liczbami w skali od -200 do 200. Gracz może wpływać na stosunki z innymi państwami poprzez wysyłanie podarków bądź obelg. System sojuszy w grze jest złożony i może prowadzić do wojny na szeroką skalę, dlatego dużą rolę w grze odgrywa dyplomacja.

### Cel gry
Głównym celem gry jest zdobywanie tzw. punktów zwycięstwa. Można je otrzymać za wygrywanie bitew, wykonywanie losowo postawionych celów misji, umiejętną dyplomację i ekspansję terytorialną. Państwo, które zdobyło największą ilość punktów do końca rozgrywki, wygrywa. Gracz może również ustawić inne warunki zwycięstwa, na przykład podbój określonej ilości prowincji czy też osiągnięcie określonej liczby punktów zwycięstwa.

## Produkcja i wydanie gry
Za tworzenie Europy Universalis odpowiadało szwedzkie studio Paradox Entertainment (obecnie Paradox Interactive). Głównym projektantem był Henrik Strandberg, zaś głównym programistą – Johan Andersson. Inspiracją dla twórców była złożona w swej strukturze gra planszowa Europa Universalis z 1993 roku. Na jej podstawie stworzono komputerową wersję mapy liczącej około 700 prowincji.
Pierwsze wzmianki o Europie Universalis pojawiły się w grudniu 2000 roku, kiedy pokazano pierwsze zrzuty ekranu z gry. 23 stycznia 2001 roku wydawca gry, Strategy First, ogłosił ukończenie prac nad grą. 22 lutego 2001 roku miała miejsce premiera gry w Stanach Zjednoczonych, a 14 marca 2001 roku Europa Universalis ukazała się w Polsce; dystrybutorem była spółka Lemon Interactive.
Twórcy gry zainicjowali tworzenie przez graczy tzw. After Action Reports (AAR), czyli relacji z rozgrywki danym państwem. Były one początkowo publikowane na stronie Paradoksu, a później także na oficjalnym forum producenta.

## Odbiór gry
Europa Universalis spotkała się z pozytywnym odbiorem krytyków, uzyskując średnią ocen 79% według agregatora GameRankings i 86% według Metacritic. Recenzenci zwracali uwagę głównie na nowatorstwo gry w ramach gatunku. Jakub Wojnarowicz ze strony FiringSquad zauważył, że Europa Universalis, w przeciwieństwie do innych strategii czasu rzeczywistego takich jak Command & Conquer, Warcraft: Orcs & Humans i Total Annihilation, nie koncentruje się jedynie na walce i zdobywaniu surowców, ale obejmuje szeroki zakres zarządzania państwem. Zdaniem Sama Parkera z portalu GameSpot gra oferowała tak wielkie możliwości zarządzania państwem, że mogła wywoływać niechęć wśród początkujących graczy. Ponadto stwierdził on, że Europa Universalis tchnęła nowe życie w gatunek. Steve Butts z witryny IGN zwrócił uwagę na to, że zarządzanie państwem na tak wielką skalę dodało klimatu kierowania wielkim imperium.
Różne były opinie na temat poziomu trudności gry. Henrik Svensson ze szwedzkiej strony Kosmodrom oraz Steve Lieb z pisma „Computer Games Magazine” uznawali grę za przystępną i łatwą mimo wielkości dostępnych opcji. Natomiast Sam Parker oraz Richard Gilliam z portalu Allgame zwracali uwagę na przesadę w rozbudowie mechanizmów rozgrywki, a także na zupełnie nieprzydatny samouczek i nieprzystępną instrukcję. Parker oraz Butts pisali też, że gra nie została dobrze przystosowana do rozgrywki wieloosobowej, o czym świadczył brak zrównoważenia możliwości ekonomicznych i wojskowych krajów kierowanych przez graczy, a także brak aktywnej pauzy.
Negatywnie oceniano oprawę audiowizualną. Sam Parker twierdził, że oprawa graficzna jest niewyraźna przy choćby niewielkim oddaleniu mapy, a udźwiękowienie – ubogie. Steve Butts uznał oprawę audiowizualną za niewyróżniającą się, a Jakub Wojnarowicz pisał, że paskudny wygląd Europy Universalis przywodził mu na myśl grę Imperialism z 1997 roku. Zauważył on też nieliczne błędy w rozgrywce, na przykład niepoprawne nazwy prowincji czy też fakt, że wrogie państwa żądają od gracza prowincji, których nie zdobyły.
Polska wersja gry, przetłumaczona przez spółkę CODA, została negatywnie przyjęta przez graczy. Przemysław Bartula z portalu Gry-Online skrytykował dystrybutora za wyjątkowo nieudolne i pełne błędów językowych tłumaczenie.